# Seo Ji-hye
Đây là một tên người Triều Tiên, họ là Seo.
Seo Ji-hye sinh ngày 24 tháng 8 năm 1984 là 1 nữ diễn viên người Hàn Quốc. Sau lần đầu gây sự thu hút trong bộ phim kinh dị Voice, cô bắt đầu tham gia nhiều bộ phim truyền hình đáng chú ý là Shin Don (2005), Over the Rainbow (2006), I Love You (2008), Chunja's Happy Events (2008), 49 Days (2011), The Moon and Stars for You (2012) và Punch (2014), Don't Dare to Dream (2016), Surgeons (2018), và Seo Dan trong Báo động khẩn, tình yêu hạ cánh (2019).

## Danh sách phim

### Phim truyền hình
| Năm       | Tên phim                                        | Vai diễn              | Đài       | Tham khảo     |
| --------- | ----------------------------------------------- | --------------------- | --------- | ------------- |
| 2003      | All In                                          | Ae-sook/Mi-hee        | SBS       |               |
| 2003      | Marriage Story "사랑을소매치기하다"             | Choi Soo-jin          | KBS2      |               |
| 2004      | Into the Storm                                  | Yoo-ri                | SBS       |               |
| 2004      | The Woman Who Wants to Marry                    | Song Yoo-ri           | MBC       |               |
| 2004      | My 19 Year Old Sister-in-Law                    | Kang Ye-rim           | SBS       |               |
| 2005      | Ice Girl                                        | Cha Joo-ha            | KBS2      | [ 4 ]         |
| 2005      | Shin Don                                        | Queen Noguk/Ban-ya    | MBC       | [ 5 ]         |
| 2005      | MBC Best Theater - Bird...                      | Jung Eun-seo          | MBC       | [ 6 ]         |
| 2006      | Over the Rainbow                                | Ma Sang-mi            | MBC       | [ 7 ]         |
| 2006      | MBC Best Theater - Who Is Living in That House? | Tae-young             | MBC       | [ 8 ]         |
| 2007      | Legend of Hyang Dan                             | Hyangdan              | MBC       | [ 9 ]         |
| 2008      | I Love You                                      | Na Young-hee          | SBS       | [ 10 ]        |
| 2008      | Chunja's Happy Events                           | Yeon Boon-hong        | MBC       | [ 11 ]        |
| 2010      | Kim Su-ro, The Iron King                        | Heo Hwang-ok          | MBC       | [ 12 ]        |
| 2010      | Drama Special - Snail Gosiwon                   | Mi-roo                | KBS2      | [ 13 ]        |
| 2011      | 49 Days                                         | Shin In-jung          | SBS       | [ 14 ] [ 15 ] |
| 2012      | The Moon and Stars for You                      | Han Chae-won          | KBS1      | [ 16 ]        |
| 2013      | Drama Festival - Me, Dad, Mom, Grandma and Anna | Mom                   | MBC       | [ 17 ]        |
| 2014      | The Noblesse                                    | Yoon Shin-ae          | jTBC      | [ 18 ]        |
| 2014      | Punch                                           | Choi Yeon-jin         | SBS       | [ 19 ]        |
| 2016      | Yeah, That's How It Is                          | Lee Ji-sun            | SBS       | [ 20 ]        |
| 2016      | Don't Dare to Dream                             | Hong Hye-won          | SBS       | [ 21 ]        |
| 2017      | Whisper                                         | Choi Yeon-jin (cameo) | SBS       | [ 22 ]        |
| 2017-2018 | Black Knight: The Man Who Guards Me             | Sharon/Choi Seo-rin   | KBS2      | [ 23 ]        |
| 2018      | Heart Surgeons                                  | Yoon Soo-yeon         | SBS       | [ 24 ] [ 25 ] |
| 2019-2020 | Crash Landing on You                            | Seo Dan               | tvN       | [ 26 ]        |
| 2020      | Dinner Mate                                     | Woo Do-hee            | MBC       | [ 27 ]        |
| 2022      | Adamas                                          | Eun Hye Soo           | tvN       |               |
| 2022      | Kiss Sixth Sense                                | Hong Ye Sul           | Disney+   |               |
| 2023      | Red Balloon                                     | Jo Eun-kang           | TV Chosun |               |
| 2024      | Love Next Door                                  | Jang Tae Hui          | tvN       |               |

### Phim điện ảnh
| Năm  | Tên phim                | Vai diễn       | Tham khảo |
| ---- | ----------------------- | -------------- | --------- |
| 2005 | Voice                   | Kang Seon-min  | [ 28 ]    |
| 2007 | The Mafia, the Salesman | Han Soo-jung   | [ 29 ]    |
| 2010 | A Lone Tree             | Kim Soon-young | [ 30 ]    |
| 2011 | The Suicide Forecast    | Lee Hye-in     | [ 31 ]    |
| 2018 | Rampant                 | Concubine Jo   | [ 32 ]    |

## Video âm nhạc
| Năm  | Tên bài hát           | Artist         |
| ---- | --------------------- | -------------- |
| 2002 | "Stars"               | Taemu          |
| 2002 | "The Snow Is Falling" | Taemu          |
| 2005 | "붙잡고 싶어질테니까" | Eunhuul        |
| 2007 | "I Love You"          | Fly to the Sky |
| 2009 | "The Day I Miss You"  | Park Sang-min  |

## Giải thưởng và đề cử
| Năm  | Giải thưởng                              | Thể loại                                                 | Phim tham gia                       | Kết quả   | Tham khảo     |
| ---- | ---------------------------------------- | -------------------------------------------------------- | ----------------------------------- | --------- | ------------- |
| 2005 | MBC Drama Awards                         | Best New Actress                                         | Shin Don                            | Đoạt giải | [ 33 ]        |
| 2011 | SBS Drama Awards                         | Excellence Award, Actress in a Drama Special             | 49 Days                             | Đề cử     |               |
| 2012 | KBS Drama Awards                         | Excellence Award, Actress in a Daily Drama               | The Moon and Stars for You          | Đoạt giải | [ 34 ]        |
| 2012 | KBS Drama Awards                         | Netizen Award, Actress                                   | The Moon and Stars for You          | Đề cử     | [ 34 ]        |
| 2015 | 15th Gwangju International Film Festival | Best TV Star                                             | Punch                               | Đoạt giải | [ 35 ]        |
| 2015 | SBS Drama Awards                         | Special Award, Actress in a Mid-length Drama             | Punch                               | Đề cử     |               |
| 2016 | SBS Drama Awards                         | Special Acting Award, Actress in a Romantic Comedy Drama | Don't Dare to Dream                 | Đoạt giải | [ 36 ]        |
| 2018 | SBS Drama Awards                         | Excellence Award, Actress in a Wednesday-Thursday Drama  | Heart Surgeons                      | Đoạt giải | [ 37 ]        |
| 2018 | KBS Drama Awards                         | Excellence Award, Actress in a Mid-length Drama          | Black Knight: The Man Who Guards Me | Đề cử     |               |
| 2020 | 56th Baeksang Arts Awards                | Best Supporting Actress (TV)                             | Crash Landing on You                | Đề cử     | [ 38 ] [ 39 ] |
| 2020 | 56th Baeksang Arts Awards                | Bazaar Icon Award                                        | Crash Landing on You                | Đoạt giải | [ 38 ] [ 39 ] |